# Intencions cruels 2
Intencions cruels 2 (títol original: Cruel intentions 2) és una pel·lícula estatunidenca escrita i dirigida per Roger Kumble, estrenada directament en DVD l'any 2000. Ha estat doblada al català. Aquest segon lliurament és una preqüela del film Intencions perverses (1999) del mateix director, i ha estat seguit d'una tercera part l'any 2004.

## Argument
La història es desenvolupa a Manhattan al si de l'alta burgesia americana.
Disposat a començar una nova vida, Sebastian Valmont (Robin Dunne), un brillant jove el gust del qual per l'anarquia amenaça amb arruïnar el seu futur, accepta l'oferta del seu pare de traslladar-se al seu costat i la seva nova esposa a un luxós pis de Nova York, i assistir a la prestigiosa secundària Manchester. Però tot el seu fosc passat no el preparar per als maquiavèl·lics plans de la seva malvada germanastra, Kathryn (Amy Adams), que no es detindrà fins a aconseguir el que vol: destruir-lo. Buscant un refugi a la llar hostil, Sebastian, que ha decidit deixar el passat enrere i ser un home d'una sola dona, acaba per enamorar-se de Danielle (Sarah Thompson), la dolça filla del director de l'escola i la innocència de la qual el torna boig. No obstant això, una vegada més, la veritat surt a flotació: en els jocs sexuals, l'única regla és no enamorar-se.

## Repartiment
- Robin Dunne: Sebastian Valmont
- Sarah Thompson: Danielle Sherman
- Keri Lynn Pratt: Cherie Claymon
- Amy Adams: Kathryn Merteuil
- Barry Flatman: Sherman
- Mimi Rogers: Tiffany Merteuil
- Teresa Hill: Lilly
- Barclay Hope: M. Felder
- Tane McClure: Bunny Claymon
- David McIlwraith: Edward Valmont
- Jonathan Potts: Steve Muller
- Caley Wilson: Blaine Tuttle
- Deanna Wright: Penny Cartwright
- Clement Von Franckenstein: Henry
- Shuko Akune: Min Lin
- Hans Schoeber: Gunther
- Nicholas Guilak: Fred

## Producció
Intencions cruels 2 havia de ser en principi una sèrie de televisió titulada Manchester Prep. Es van rodar tres episodis, però una de les escenes (Cherie té un orgasme després de pujar a cavall) no va agradar a Rupert Murdoch, presideixen de la Fox, que va anul·lar la difusió. Noves escenes i un diàleg es van  afegir a aquests episodis per fer-ne un llargmetratge, servint de preqüela a Intencions perverses. El rodatge va tenir lloc del 3 d'abril al 2 de juliol de 1999 a Nova York i Ontario, al Canadà. Algunes escenes addicionals es van rodar el juny del 2000.

## Rebuda
Intencions cruels 2, va sortir directament en vídeo, obtenint una acollida critica negativa amb només un ratio del 18 %, basat en 11 comentaris recollits.